# Stef (entreprise)
 (octobre 2024).
STEF (ou Société de transports et entrepôts frigorifiques) est une entreprise française de logistique sous température dirigée, spécialisée dans le transport et la logistique pour tous les produits agroalimentaires (frais, surgelés ambiant). Elle emploie 25 000 salariés dans 8 pays européens (France, Italie, Espagne, Portugal, Pays-Bas, Belgique, Royaume-Uni, Suisse) pour un chiffre d’affaires de 4 800 M€ en 2024,. STEF est cotée à la bourse de Paris. Sa raison d'être est : "Des équipes engagées au quotidien pour garantir durablement et en toute sécurité l’accès à la diversité alimentaire pour tous".

## Histoire
1920 : création de STEF
1938 : rachat de STEF par la SNCF, acteur principalement par le rail
1964 : coopération entre Galopin, Sancier et Eurotransit, acteur du réseau routier
1987 : cession de STEF à la Financière de l’Atlantique (Lemor et Jolivet) avec pour ambition de créer un acteur leader de la logistique du froid
1989 : STEF monte au capital de TFE
1996 : fusion STEF et TFE, domaines de l’entreposage (STEF), du transport (TFE) et du maritime (TRADIMAR)
1998 : introduction en bourse
2023 : cession de la filiale maritime à CMA-CGM
source : "https://www.stef.com/corporate/fr/notre-groupe/notre-histoire

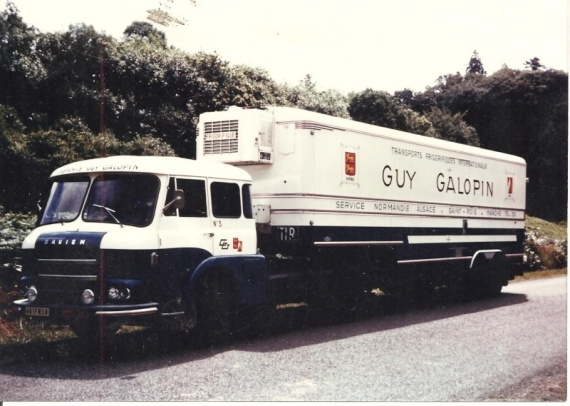
1964 : Les sociétés de transport Galopin, Sancier et Eurotransit s'unissent pour créer le premier réseau de groupage : TFE.
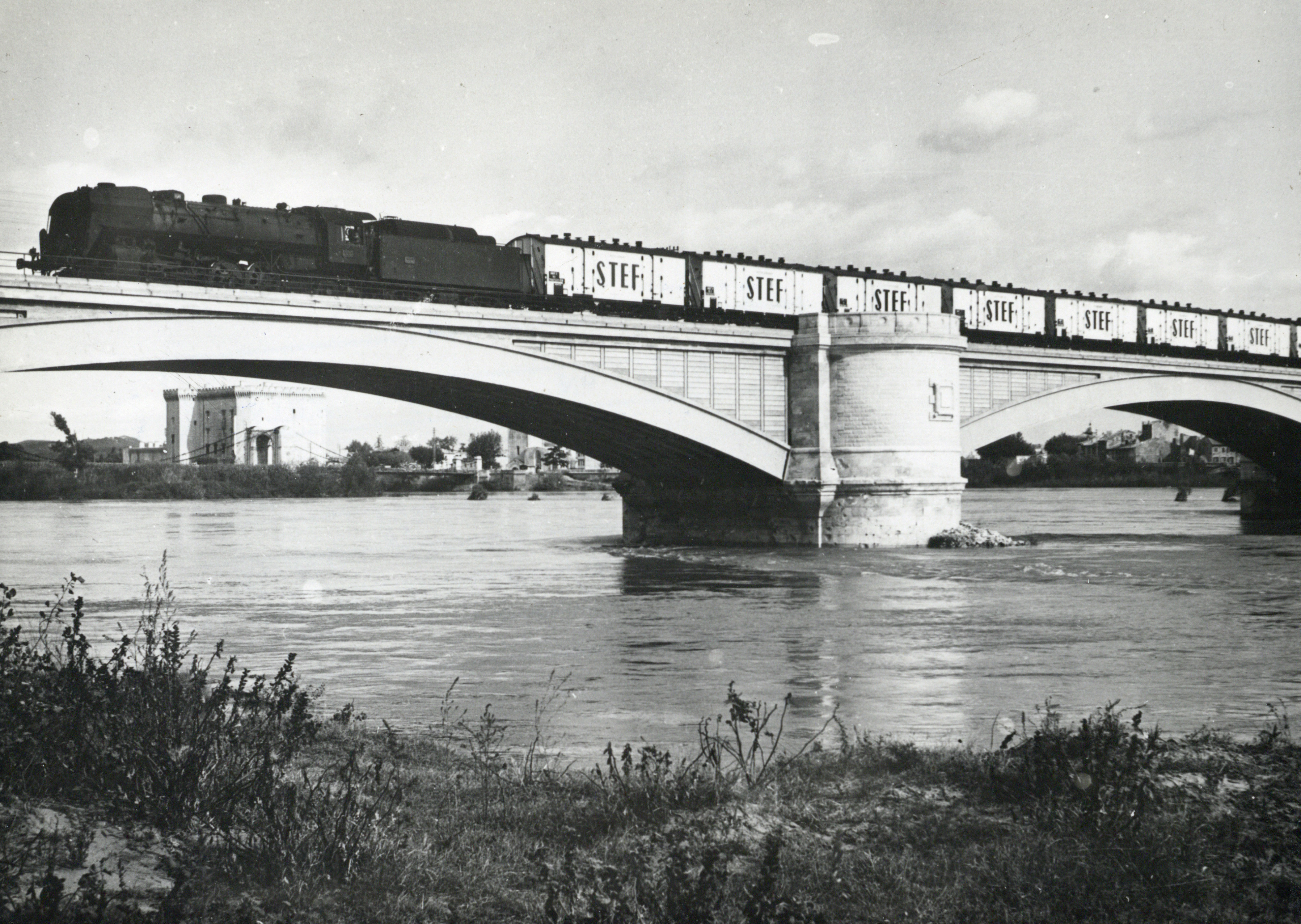
Convoi ferroviaire d'après 1945.
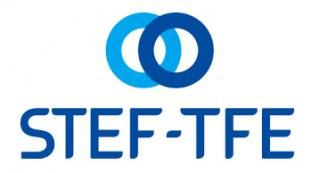
1992 : la Financière de l'Atlantique, unique actionnaire, organise l'activité autour de 3 réseaux : entreposage (STEF), transport (TFE) et activités de marée (Tradimar).
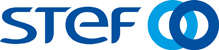
2012 : STEF-TFE adopte une marque commerciale européenne unique: STEF.

## Activités
STEF est une entreprise multinationale présente dans 8 pays européens : Belgique, Espagne, France, Italie, Pays-Bas, Portugal, Suisse, Royaume-Uni qui emploie 25 000 salariés et des moyens techniques dédiés : 300 plateformes ou entrepôts multitempératures et plus de 3 500 porteurs et tracteurs en propre.
STEF a réalisé un chiffre d’affaires de 4 800 M€ en 2024.
Ses principaux clients sont l'industrie agroalimentaire, la grande distribution et la restauration hors domicile.

### Transport
STEF transporte des produits alimentaires surgelés, frais et ambiants dans 8 pays européens. Le groupe propose des solutions de groupage, de chargement complet et de massification pour livrer en 24 à 72 heures grâce à plus de 3 500 véhicules et près de 300 plateformes.

### Logistique
STEF accompagne les entreprises dans toutes les étapes de la supply chain alimentaire, du stockage à la préparation de commandes de -25°C à +18°C, avec des entrepôts adaptés aux spécificités des produits. Les services incluent notamment la gestion des flux et des inventaires, le management des promotions et l'automatisation des processus.

### Conditionnement
STEF propose des solutions de conditionnement industriel pour les professionnels de l'alimentaire, dans ses entrepôts de logistique, dans des sites dédiés à cette activité ou en wall-to-wall. STEF réalise des opérations de co-manufacturing ou de co-packing et propose des solutions pour les opérations promotionnelles ou les packagings événementiels. STEF est doté d'un bureau d'étude qui conçoit des solutions sur mesure.

## Responsabilité sociétale des entreprises
En termes de responsabilité sociétale des entreprises, STEF s'est engagé à réduire l'impact de ses activités sur l'environnement à travers une démarche d'entreprise baptisée "Moving Green", et agit en faveur de l'égalité et de la mixité professionnelles via son programme "Mix'Up".

## Actionnaires
Liste des principaux actionnaires au 9 avril 2025 (le pourcentage correspond au pourcentage de droits de votes exerçables).
| Atlantique Management (holding)                       | 31,27 % |
| Fonds commun des salariés - FCPE STEF                 | 18,35 % |
| Société du Personnel de la Financière de l'Atlantique | 10,09 % |
| Union Économique et Financière                        | 13,82 % |
| Auto-detention                                        | 2,43 %  |
| M. Francis Lemor                                      | 0,24%   |
| FMR LLC                                               | 6,53 %  |
| Autres (actionnaires détenant moins de 5% du capital) | 17,29 % |